# Parc national de Mollem
Le parc national de Mollem est une aire protégée situé dans l'État de Goa en Inde. Il couvre une partie de la chaîne montagneuse de Ghats occidentaux. Il assure notamment la fonction de corridor biologique pour de nombreuses espèces entre les réserves des États du Maharashtra et du Karnataka, notamment le tigre du Bengale.